# Flawiusz Kastynus
Flawiusz Kastynus (Flavius Castinus) – dowódca wojskowy (magister militum) w czasach cesarza Honoriusza.
W 421 został dowódcą (comes domesticorum) wyprawy przeciwko Frankom w Galii, gdy współpracował z Konstancjuszem III.
W 422 Kastynus jako dowódca (magister militum) został wysłany w 422 przez Honoriusza z liczną armią do Hiszpanii przeciwko Wandalom, którzy po przełamaniu na koniec 406 granicy rzymskiej na Renie i splądrowaniu Galii od 409 przebywali w słabo bronionej Hiszpanii. Kastynus stanął na czele wyprawy a jego podkomendnym również wysłanym do Hiszpanii przez Honoriusza był wówczas Bonifacjusz, z którym pokłócił się do tego stopnia, że Bonifacjusz wycofał się z wojny i przeniósł się do Afryki.
Uszczuplone oddziały Kastynusa wraz z posiłkowymi oddziałami gockimi w 423 zaatakowały Wandalów w Betyce. Po początkowych sukcesach, gdy Wandalowie byli skłonni poddać się, Kastynus poniósł dotkliwą klęskę i wycofał się do Italii. Kronikarz Prosper z Akwitanii podał z przesadą, że w walce miało zginąć aż 20 000 Rzymian. Natomiast inny historyk Salwian z Marsylii wskazał, że zwycięstwo Wandalów nad Kastynusem było możliwe dzięki śpiewaniu wersetów biblijnych i niesieniu przed oddziałami księgi Pisma Świętego. Po tym zwycięstwie Wandalowie zajęli kolejną hiszpańską prowincję Carthaginensis i coraz śmielej łupili rzymskie miasta, a po zebraniu floty docierali na Baleary i do Mauretanii. Wina za porażkę spadła na wizygockie posiłki, które odmówiły walki i Bonifacjusza, który porzucił Kastynusa.
Po powrocie do Rawenny doszło do starć zwolenników Kastynusa z poplecznikami Galli Placydii, która miała duży wpływ na swego przyrodniego brata Honoriusza. Honoriusz opowiedział się po stronie swego wodza, a siostrę wygnał na początku 423 wraz z dziećmi do Konstantynopola.
Po śmierci Honoriusza w sierpniu 423 Kastynus prawdopodobnie potajemnie wspierał uzurpatora Jana. W 424 wyznaczono go na urząd konsula. Po śmierci Jana w 425, Kastynus został wysłany na wygnanie za wspieranie uzurpatora.